# نیپاوا
نیپاوا (به انگلیسی: Neepawa) یک شهرک در کانادا است که در منیوبا واقع شده‌است. نیپاوا ۱۷٫۵۷ کیلومتر مربع مساحت و ۴٬۶۰۹ نفر جمعیت دارد و ۳۵۸٫۱ متر بالاتر از سطح دریا واقع شده‌است.